# Zamek Šomoška
Zamek Šomoška (słow. Hrad Šomoška, węg. Somoskői vár) – ruiny zamku w południowej Słowacji, około 12 kilometrów na południe od miasta Fiľakovo. W odległości zaledwie kilkudziesięciu metrów od zamku przebiega granica słowacko-węgierska.

## Historia
Położoną na bazaltowym wzgórzu warownię założył na przełomie XIII i XIV stulecia ród Kacsics. Jako prawdopodobną datę jej powstania uważa się rok 1291. Główny budulec zamku stanowiły połączone zaprawą fragmenty bazaltowych słupów, których w okolicy było pod dostatkiem. W 1310 r. zamek był we władaniu Mateusza Czaka, zaś po jego śmierci król Karol Robert darował go Tomaszowi Szécsényiemu. W roku 1323 zamek był wzmiankowany jako castrum Somoskew. Pierwotnie składał się z jednej budowli mieszkalno-obronnej i niewielkiego dziedzińca. W XVI wieku dokonano rozbudowy zamku. Dobudowano wtedy między innymi barbakan i dwie baszty. Podczas najazdów tureckich zamek Šomoška, wraz z sąsiednimi zamkami Fiľakovo, Salgó i Hajnáčka pełnił rolę warowni pogranicznej.
Od roku 1554, kiedy cesarstwo utraciło twierdzę Fiľakovo, znajdował się na pierwszej linii obrony antytureckiej. W latach 1573–1596 zamek był zajmowany przez Turków. Później, w  roku 1618, a następnie w latach 1647–1655 był ponownie umacniany. W czasie antyhabsburskiego powstania Franciszka Rakoczego w 1703 r. zamek został zdobyty przez kuruców, zaś po jego upadku został w 1709 r. zdobyty i zniszczony przez wojska cesarskie. Od tamtego czasu pozostaje ruiną.
W 1920 roku Traktat w Trianon nie ustalił dokładnie przebiegu granicy czechosłowacko-węgierskiej w tym rejonie. Pierwotnie zamek przyłączono do Czechosłowacji, podobnie jak położoną u podnóża zamkowego wzgórza wieś Somoskő (obecnie dzielnica miasta Salgótarján). Jednak po protestach strony węgierskiej dokonano korekty granicy i w 1924 wieś Somoskő powróciła wraz z sąsiednią miejscowością Somoskőújfalu w granice Węgier, natomiast sam zamek pozostał po czechosłowackiej stronie granicy. W latach siedemdziesiątych XX wieku przeprowadzono konserwację i częściową rekonstrukcję ruin, które obecnie udostępnione są do zwiedzania.

## Opis
Wzgórze zamkowe tworzy bazaltowy nek o wymiarach 160 × 130 m, wyraźnie wyróżniający się w morfologii terenu. Na powierzchni neku bardzo dobrze widoczny jest tzw. cios słupowy w formie 5- i 6-bocznych kolumn, których szerokość wynosi 15–20 cm. W różnych częściach wzgórza kolumny bazaltowe nachylone są pod różnym kątem lub zalegają niemal poziomo – ich ułożenie jest ważną informacją dla geologa – odzwierciedla rozmieszczenie ścian komina wulkanicznego w czasie aktywności wulkanicznej (kolumny układają się prostopadle do ścian, które stanowią powierzchnie chłodzenia).
Poniżej zamku znajduje się rumowisko skalne o powierzchni ok. 0,3 ha. Powstało ono w rezultacie fizycznego wietrzenia neku bazaltowego w klimacie peryglacjalnym. Część bloków była również zdeponowana na stoku w trakcie budowy zamku.

Podczas budowy zamku odkryto tzw. skalny wodospad Šomoška – atrakcję geoturystyczną unikatową w skali europejskiej.

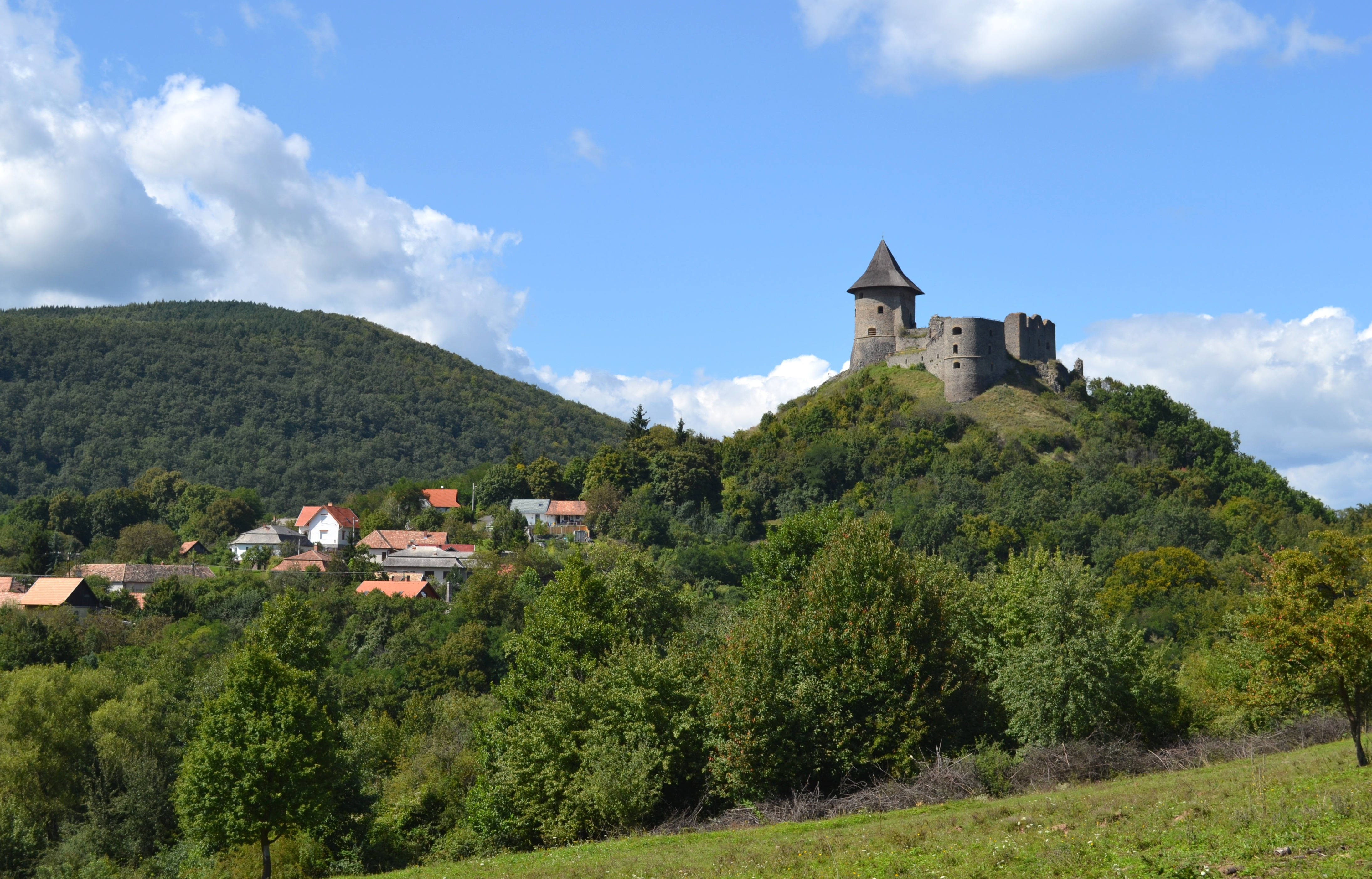
Widok na zamek z Węgier

W bezpośrednim sąsiedztwie warowni przebiega szlak turystyczny i ścieżka dydaktyczna, zorganizowana w 2002 r. w ramach programu PHARE i udostępniająca wymienione wyżej atrakcje. Dojście możliwe jest zarówno od strony słowackiej (40 min. od parkingu), jak i węgierskiej (5 min.). Ze wzgórza roztacza się widok na słowacką i węgierską część Cerovej vrchoviny.
Zamek znajduje się w granicach Narodowego Rezerwatu Przyrody Šomoška (słow. Národná prírodná rezervácia Šomoška) oraz transgranicznego (słowacko-węgierskiego) Geoparku Novohrad-Nógrád (wizerunek ruin jest elementem loga geoparku).